# فرانز فينتر
فرانز فينتر (بالألمانية: Franz Winter)‏ هو عالم إنسان ألماني، ولد في 4 فبراير 1861 في براونشفايغ في ألمانيا، وتوفي في 11 فبراير 1930 في بون في ألمانيا.